# نورت‌وست ایتاکا (نیویورک)
نورت‌وست ایتاکا (به انگلیسی: Northwest Ithaca) یک منطقهٔ مسکونی در ایالات متحده آمریکا است که در شهرستان تامپکینز، نیویورک واقع شده‌است. نورت‌وست ایتاکا ۹٫۳ کیلومتر مربع مساحت و ۱٬۱۱۵ نفر جمعیت دارد.